# Gabríela Friðriksdóttir
Gabríela Kristin Friðriksdóttir, född 1971 i Reykjavik, är en isländsk konstnär.
Gabríela Friðriksdóttir har vid sidan av sitt arbete som bildkonstnär samarbetat med Björk Guðmundsdóttir i hennes cdbox Family Tree från år 2002 samt i musikvideon till låten "Where is the line?" från Medúlla. Hon utbildade sig på Island, i Tjeckien och i Italien.
Hon är sedan 1993 gift med artisten  Daníel Ágúst Haraldsson (född 1969).